# Shepherd Dome
Der Shepherd Dome ist ein niedriger und kuppelförmiger Berg an der Walgreen-Küste des westantarktischen Ellsworthlands. Im südlichen Teil des Hudson-Gebirges ragt er 6 km südwestlich des Mount Manthe an der Nordflanke des Pine-Island-Gletschers auf.
Luftaufnahmen der US-amerikanischen Operation Highjump (1946–1947) dienten seiner Kartierung. Das Advisory Committee on Antarctic Names benannte ihn 1968 nach Donald C. Shepherd, Ionosphärenphysiker auf der Byrd-Station im Jahr 1967.